# EAPP
EAPP (англ. E2F associated phosphoprotein) – білок, який кодується однойменним геном, розташованим у людей на короткому плечі 14-ї хромосоми. Довжина поліпептидного ланцюга білка становить 285 амінокислот, а молекулярна маса — 32 762.
| 10         |  | 20         |  | 30         |  | 40         |  | 50         |
| ---------- |  | ---------- |  | ---------- |  | ---------- |  | ---------- |
| MNRLPDDYDP |  | YAVEEPSDEE |  | PALSSSEDEV |  | DVLLHGTPDQ |  | KRKLIRECLT |
| GESESSSEDE |  | FEKEMEAELN |  | STMKTMEDKL |  | SSLGTGSSSG |  | NGKVATAPTR |
| YYDDIYFDSD |  | SEDEDRAVQV |  | TKKKKKKQHK |  | IPTNDELLYD |  | PEKDNRDQAW |
| VDAQRRGYHG |  | LGPQRSRQQQ |  | PVPNSDAVLN |  | CPACMTTLCL |  | DCQRHESYKT |
| QYRAMFVMNC |  | SINKEEVLRY |  | KASENRKKRR |  | VHKKMRSNRE |  | DAAEKAETDV |
| EEIYHPVMCT |  | ECSTEVAVYD |  | KDEVFHFFNV |  | LASHS      |  |            |

A: Аланін

C: Цистеїн

D: Аспарагінова кислота

E: Глутамінова кислота

F: Фенілаланін

G: Гліцин

H: Гістидин

I: Ізолейцин

K: Лізин

L: Лейцин

M: Метіонін

N: Аспарагін

P: Пролін

Q: Глутамін

R: Аргінін

S: Серин

T: Треонін

V: Валін

W: Триптофан

Кодований геном білок за функцією належить до фосфопротеїнів. 
Задіяний у такому біологічному процесі, як ацетилювання. 
Локалізований у цитоплазмі, ядрі.